# Предреднот
Преддреднот (енгл. pre-dreadnought) се односи на класификацију последње врсте бојног брода пре изградње револуционарног британског ХМС Дреднота. Такви бродови дизајнирани су и грађени између 1890. и 1908.